# اکینوپسیس پروویانا
اکینوپسیس پروویانا(نام علمی: Echinopsis peruviana) نام یک گونه از سرده اکینوپسیس است.